# Byblis aquatica
Byblis aquatica är en tvåhjärtbladig växtart som beskrevs av A. Lowrie och J. G. Conran. Byblis aquatica ingår i släktet Byblis och familjen Byblidaceae. Inga underarter finns listade i Catalogue of Life.